# Nemocnice Bnej Cijon

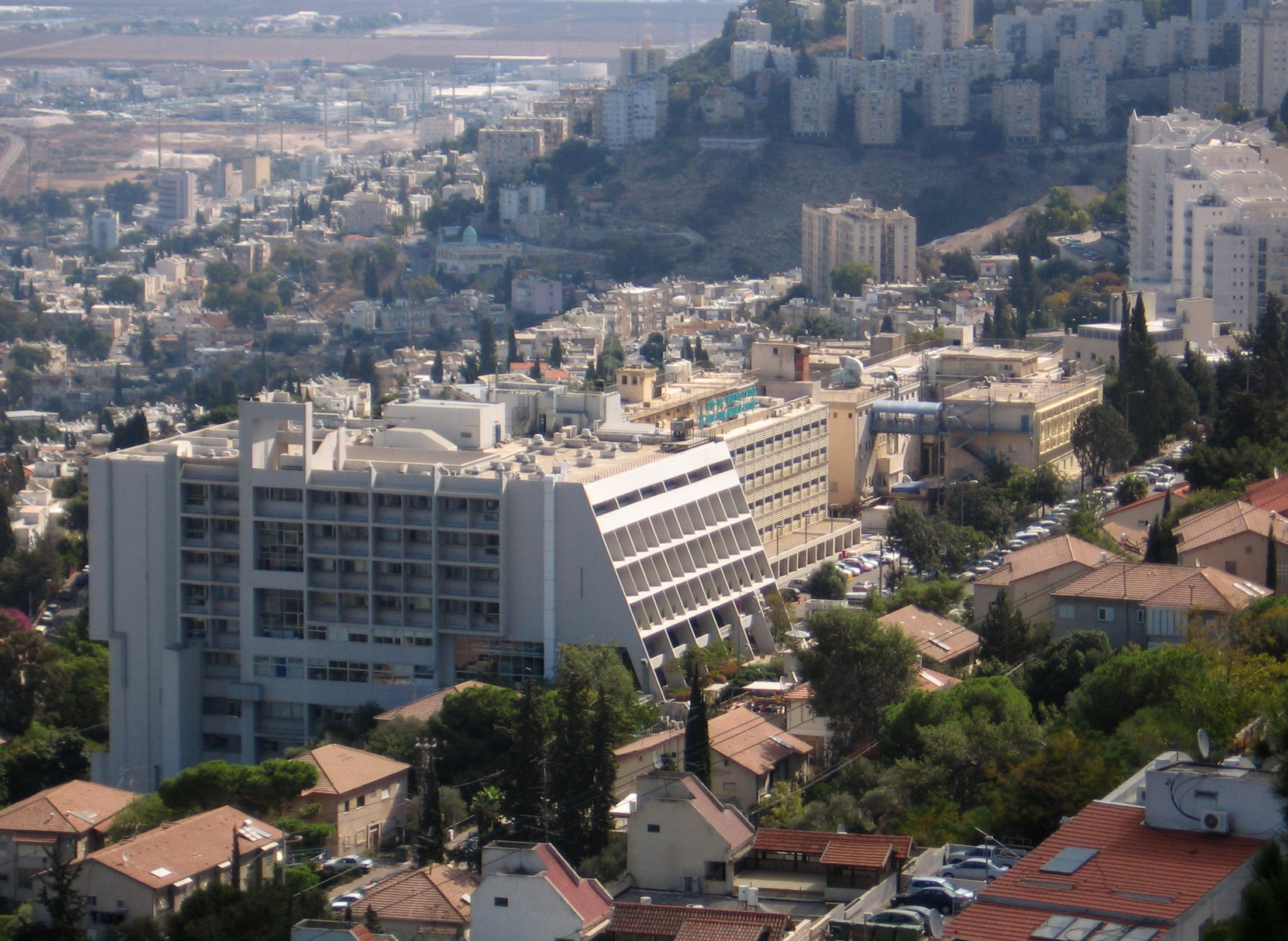
Areál nemocnice

Nemocnice Bnej Cijon (hebrejsky: מרכז רפואי בני ציון, Merkaz refu'i Bnej Cijon, doslova Zdravotnické centrum Bnej Cijon, anglicky: Bnai Zion Medical Center) je nemocnice v centrální části města Haifa v Izraeli.

## Geografie
Leží v nadmořské výšce necelých 200 metrů v centrální části Haify ve čtvrti Hadar-Ejlon. Na jižní straně ji míjí třída Sderot Elijahu Golomb.

## Popis
Počátky tohoto zdravotnického ústavu sahají do roku 1922, kdy ji založila organizace Hadasa jako první ryze židovské zdravotní zařízení v Haifě. Měla tehdy 36 lůžek. Roku 1942 vyrostla nová budova. Ústav tehdy nesl jméno Rothschildova nemocnice a měl 85 lůžek. V roce 1946 přibyla porodnice. Roku 1949 nemocnici převzalo město Haifa. Do roku 1967 vyrostla v zařízení s 300 lůžky. Od roku 1966 spadá pod stát. V roce 1973 začala výstavba nové budovy, vypuknutí jomkipurské války pak ale krátce nato výstavbu zastavilo. Nový trakt byl dostavěn až roku 1978. Od roku 1988 nese nemocnice současné jméno. Nemocnice má cca 1600 zaměstnanců a kapacitu 450 lůžek. Ředitelem je Amnon Rofe.